# Condado de Washington (Colorado)
O Condado de Washington é um dos 64 condados do Estado americano do Colorado. A sede do condado é Akron, e sua maior cidade é Akron. O condado possui uma área de 6 537 km² (dos quais 8 km² estão cobertos por água), uma população de 4 926 habitantes, e uma densidade populacional de 1 hab/km² (segundo o censo nacional de 2000). O condado foi fundado em 1877.